# Drosera burkeana
Drosera burkeana este o specie de plante carnivore din genul Drosera, familia Droseraceae, ordinul Caryophyllales, descrisă de Jules Émile Planchon.
Este endemică în:
- Angola.
- Congo.
- Eastern Cape Province.
- Northern Cape Province.
- Western Cape Province.
- Madagascar.
- Malawi.
- Mozambique.
- KwaZulu-Natal.
- Free State.
- Tanzania.
- Gauteng.
- Mpumalanga.
- Northern Province.
- North-West Province.
- Uganda.
- Zambia.
- Zimbabwe.

Conform Catalogue of Life specia Drosera burkeana nu are subspecii cunoscute.